# Miki Bosch
Miki Bosch (Alginet, Valencia, 9 de junio de 2001) es un futbolista español que juega como defensa en el UCAM Murcia C. F. de Segunda Federación.

## Trayectoria
Tras formarse como futbolista en las categorías inferiores del Levante U. D. y la U. D. Alzira, finalmente subió al primer equipo, haciendo su debut el 26 de agosto de 2018. Ante la falta de oportunidades, se marchó traspasado al Valencia C. F., quien le cedió al S. D. Tarazona y de vuelta a la U. D. Alzira. Finalmente volvió a la disciplina del Valencia, haciendo su debut con el filial el 4 de septiembre de 2021. Tras una temporada en el club, se marchó traspasado al Granada C. F., llegando a debutar con el primer equipo el 4 de marzo de 2023 en un partido de liga. También se estrenó en la Primera División antes de marcharse en agosto de 2024 al UCAM Murcia C. F.

## Clubes
Actualizado al último partido disputado el 12 de mayo de 2024.
| Club                    | País   | Año       | Partidos | Goles |
| ----------------------- | ------ | --------- | -------- | ----- |
| U. D. Alzira            | España | 2018-2019 | 1        | 0     |
| Valencia C. F. Mestalla | España | 2020      | 0        | 0     |
| S. D. Tarazona (cedido) | España | 2020      | 1        | 0     |
| U. D. Alzira (cedido)   | España | 2021      | 11       | 0     |
| Valencia C. F. Mestalla | España | 2021-2022 | 19       | 1     |
| Club Recreativo Granada | España | 2022-2024 | 50       | 0     |
| Granada C. F.           | España | 2022-2024 | 3        | 0     |
| UCAM Murcia C. F.       | España | 2024-     |          |       |